# آلن فاولر (بازیکن فوتبال)
آلن فاولر (انگلیسی: Alan Fowler; ۲۰ نوامبر ۱۹۱۱ – ۱۰ ژوئیهٔ ۱۹۴۴) بازیکن فوتبال اهل بریتانیا بود.
از باشگاه‌هایی که در آن بازی کرده‌است می‌توان به باشگاه فوتبال لیدز یونایتد اشاره کرد.